# Полупанов Володимир Костянтинович
Володимир Костянтинович Полупанов (нар. 24 січня 1925 — пом. 5 вересня 2018) — український радянський військовик, Герой Радянського Союзу (1945), учасник Німецько-радянської війни.

## Біографія
Народився 24 січня 1925 року в Києві в українській сім'ї робітника. Закінчив 10 класів.
У листопаді 1943 року призваний до лав Червоної армії. У боях Німецько-радянської війни з червня 1944 року.
Воював на 1-му Прибалтійському, 3-му Білоруському і 2-му Білоруському фронтах. Пройшов Білорусь і Литву. Командир саперного відділення 175-го окремого саперного батальйону (126-та стрілецька дивізія, 43-тя армія, 3-й Білоруський фронт) рядовий Полупанов під сильним вогнем противника, що прикривав підступи до Кьонігсберга (тепер Калінінград) 7 квітня 1945 року переправився через канал, проробив два проходи через мінне поле, проник у глиб оборони противника, підірвав частину форту № 5, чим забезпечив успіх штурму форту стрілецькою ротою.
19 квітня 1945 року рядовому Володимиру Костянтиновичу Полупанову присвоєно звання Героя Радянського Союзу з врученням ордена Леніна і медалі «Золота Зірка» (№ 6278).
Після закінчення війни продовжував службу в армії. У 1947 році закінчив Московське військово-інженерне училище. У 1955—1960 роках навчався та успішно закінчив Київське вище військове авіаційне інженерне училище.
З 1979 року в запасі. Вів велику громадську роботу. Жив у Києві.
Указом Президента України від 5 травня 2008 року Герою Радянського Союзу В. К. Полупанову присвоєно звання генерал-майора.

Могила Володимира Полупанова

Помер 5 вересня 2018 року. Похований на Берковецькому кладовищі